# Agathidium plagiatum
Agathidium plagiatum är en skalbaggsart som först beskrevs av Leonard Gyllenhaal 1810.  Agathidium plagiatum ingår i släktet Agathidium, och familjen mycelbaggar. Enligt den svenska rödlistan är arten sårbar i Sverige. Arten förekommer i Götaland. Artens livsmiljö är skogslandskap.